# Andreas Gjestvang
Andreas Gjestvang (Christiania, 7 mei 1863 – Drammen, 26 maart 1914) was een Noors zanger, maar vooral koopman.
Julius Andreas Brager Gjestvang werd geboren binnen het gezin van klerk Christian Arnt Gjestvang en Christine Gjestvang. Hij was gehuwd met Henriette Mürer en had ten tijde van zijn overlijden vier kinderen. Hij is waarschijnlijk verre familie van zangeres Julie Eline Gjestvang.
Gjestvang was kortstondig zanger, ook bij diverse wedstrijden en concerten. Hij gaf zijn zangcarrière op om koopman in glas te worden.

## Enkele concerten
- 10 september 1903: Concert met Fridtjof Backer-Grøndahl; zong liederen van Agathe Backer-Grøndahl en Eyvind Alnæs
- 21 november 1912: Concert met Signe Lund, Lalla Möller en Mary Barratt Due in de Universiteitsaula Oslo